# Аят Вилаят
Аят Вилаят  (араб. آية الولاية‎) — пятьдесят пятый аят коранической суры «Аль-Маида», в котором содержится важное для шиитского вероучения положение о вилаяте (руководстве) имама Али ибн Абу Талиба:

Вашим Покровителем является только Аллах, Его Посланник и верующие, которые совершают намаз, выплачивают закят и преклоняются.

Оригинальный текст (ар.)إِنَّمَا وَلِيُّكُمُ اللَّهُ وَرَسُولُهُ وَالَّذِينَ آمَنُوا الَّذِينَ يُقِيمُونَ الصَّلَاةَ وَيُؤْتُونَ الزَّكَاةَ وَهُمْ رَاكِعُونَ— Коран 5:55 (Кулиев)

## Обстоятельства ниспослания
Во многих суннитских и шиитских сборниках указывается, что данный аят был ниспослан об Али ибн Абу Талибе.

### Хадис о нищем
В разных своих версиях этот хадис возводится к Абу Зарру Гиффари, Микдаду, Абу Рафе, Аммару Ясиру, Абдулле ибн Саламу, Амру ибн аль-Асу, Абдулле ибн Аббасу, Билалу, Джариру ибн Абдалле Ансари, Анасу ибн Малику и Али ибн Абу Талибу.
В разных вариациях хадиса, служащего комментарием относительно обстоятельств ниспослания (асбаб ан-нузул) данного аята, рассказывается, что во время дневного намаза зухр, когда сподвижники совершали молитву вместе с пророком Мухаммадом, в мечеть зашёл нищий, который начал просить у людей помощь. Однако никто не дал ему никакого подаяния. И тогда нищий воздел руки к небу, воскликнув: «О, Аллах! Будь свидетелем, что в мечети Твоего пророка мне не была оказана помощь». В этот момент Али ибн Абу Талиб находился в состоянии поясного поклона (руку) и знаком указал нищему на кольцо на собственном пальце, которое нищий снял с него. Когда пророк Мухаммад увидел это, он сказал: «О, Аллах! Мой брат Муса обращался к Тебе с мольбой, говоря: “Расширь мне грудь, и облегчи моё дело, и развяжи узел в моём языке, пусть они возьмут мою речь, и дай мне помощника из моей семьи – Харуна, моего брата!” О, Господи, Ты принял его мольбу, сказав: “Мы укрепим твою мышцу твоим братом!” Господи! Я Мухаммад! Я Твой Пророк и избранный Тобой! Господи, расширь мне грудь и облегчи моё дело, и дай мне помощника из моей семьи (мин ахли) – Али, моего брата!» После этого, по словам Абу Зарра, появился Джибрил, обратившийся к пророку Мухаммаду с поздравлениями: «О, Мухаммад! Поздравляю тебя с тем, что дано твоему брату Али», после чего был ниспослан аят Вилаят.